# Eryk Infeld

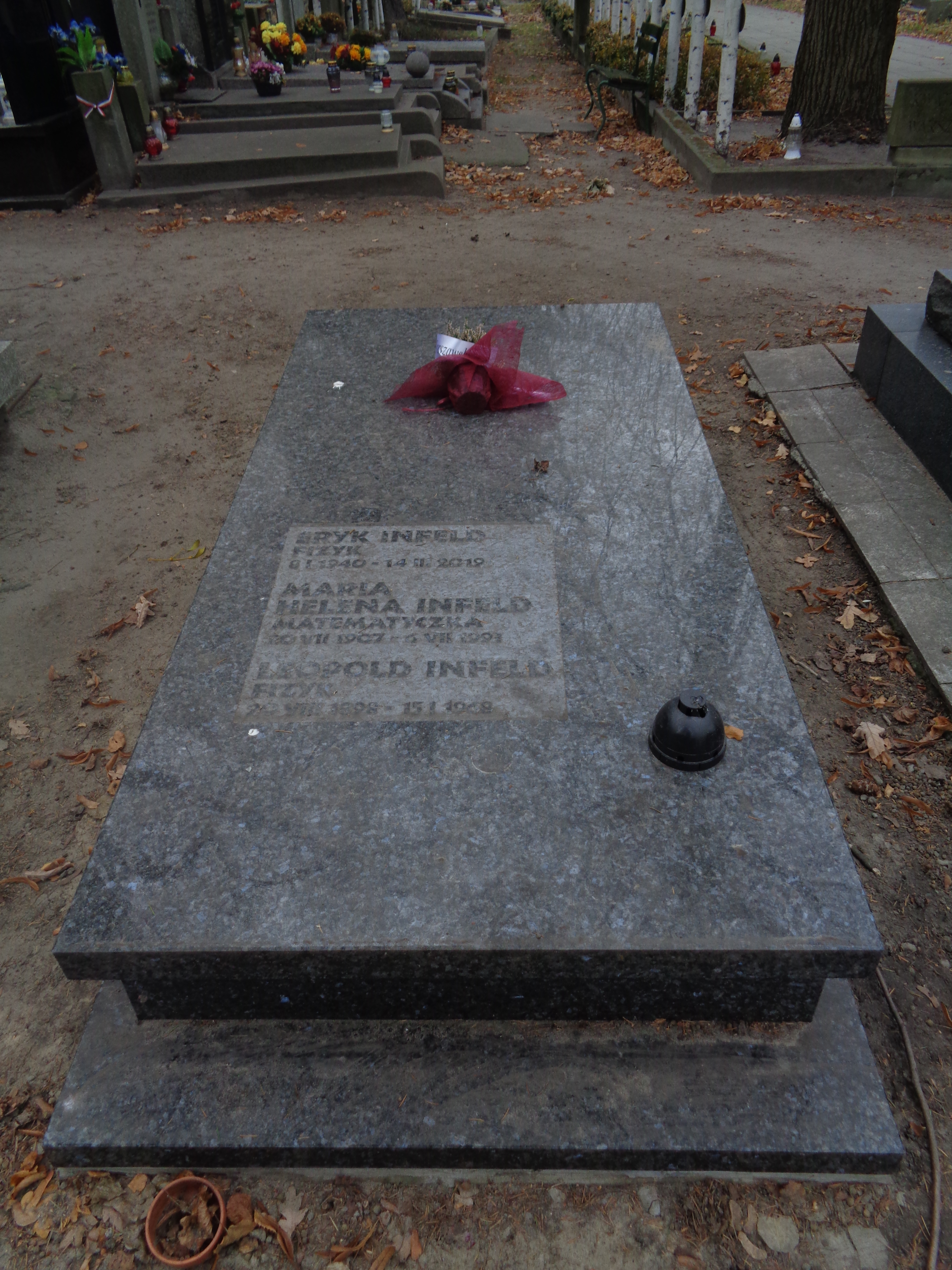
Grób Eryka Infelda na Cmentarzu Wojskowym na Powązkach

Eryk Infeld (ur. 8 stycznia 1940 w Toronto, zm. 14 marca 2019 w Bielawie) – polski fizyk, profesor nauk fizycznych.

## Życiorys
Był synem Leopolda Infelda i amerykańskiej matematyczki Helen Infeld z domu Schlauch, siostry Margaret Schlauch. Odbył studia w zakresie fizyki na Uniwersytecie w Cambridge, a w 1963 na Uniwersytecie Warszawskim, w 1966 obronił pracę doktorską, a w 1972 uzyskał stopień doktora habilitowanego. 10 lipca 1990 otrzymał tytuł profesora nauk fizycznych. Został zatrudniony na stanowisku profesora w Instytucie Problemów Jądrowych im. Andrzeja Sołtana, a potem otrzymał nominację na profesora zwyczajnego w Narodowym Centrum Badań Jądrowych. Pochowany na Cmentarzu Wojskowym na Powązkach w Warszawie (kwatera A 27 rz. Tuje m. 21).
Miał córkę Ewę Infeld, ze związku z Magdaleną Hen, córką pisarza Józefa Hena.

## Odznaczenia
- 2005: Krzyż Kawalerski Orderu Odrodzenia Polski[7]
- 1989: Złoty Krzyż Zasługi[1]

## Wybrane publikacje
- 2005: Stability analysis of three-dimensional breather solitons in a Bose-Einstein Condensate
- 2006: Enhancement of the third harmonic generation by wave vector mismatch
- 2006: Some new developments in nonlinear optics
- 2008: Spontaneous symmetry breaking of gap solitons and phase transitions in double-well traps
- 2009: Analytically Solvable Model of Nonlinear Oscillations in a Cold but Viscous and Resistive Plasma